# Monstrproces
Jako monstrproces (též divadelní nebo loutkový proces) se označuje okázalý, široce medializovaný soudní proces, často vykonstruovaný nebo alespoň nedodržující přesně pravidla spravedlivého soudního procesu. Zejména v nedemokratických státech bývá jeho úkolem zastrašit odpůrce vlády a ovlivnit politickou atmosféru v zemi. Známými monstrprocesy byly například stalinské procesy nad stranickými funkcionáři v době Velké čistky v SSSR 30. let 20. století nebo procesy nad skupinami skutečných či smyšlených odpůrců režimu ve východoevropských státech v 50. letech. Jako příklad z dějin československé komunistické trestní justice lze uvést např. proces se skupinou Milady Horákové, obviněnou ze záškodnického spiknutí proti republice, nebo o něco pozdější proces se Slánským, původně generálním tajemníkem ÚV KSČ.
Profesor Miřička monstrproces charakterizoval jako především trestní proces se značným počtem obžalovaných; vedle toho se však podle něho pojmu monstrproces užívá i pro označení procesů zvlášť rozsáhlých, a to jak po stránce počtu vznesených obvinění, tak stran povahy zločinu nebo osoby obviněného nebo oběti obviněného.